# Discocalyx silvestris
Discocalyx silvestris là một loài thực vật có hoa trong họ Anh thảo. Loài này được Holthuis mô tả khoa học đầu tiên năm 1942.